# 陈以梅
陈以梅（1917年—1998年），山东省济宁曲阜县陈家庄人，中华人民共和国政治人物、全国劳动模范。

## 生平
1949年，陈以梅带头办互助组，后又带头办初级社、高级社。1952年2月被评为全国劳动模范，获五一劳动奖章。1953年作为农民代表参加了赴朝慰问团。1954年、1955年、1975年被选为第一、第二、第四届全国人民代表大会代表。1957年2月获全国农业劳动模范称号:135。1959年应邀参加中华人民共和国十周年国庆观礼活动:151。
1961年由于“被阶级敌人篡夺了领导权”不再任陈家庄大队党支部书记，1963年重新上台。1966年8月左右其职务一度又被撤销:218。1968年11月至1977年5月任曲阜县革命委员会副主任:178,194。1971年12月至1976年10月任中共曲阜县委委员:94。1968年12月至1976年10月任陈庄人民公社革命委员会副书记:189。1971年8月至1976年10月任中共陈庄人民公社委员会副书记:98。1973年9月至1976年10月任中共济宁地委委员:305,306。
1974年批林批孔期间发表多篇文章，和杨坡兰一起在济南珍珠泉召开批林批孔大会。在青岛作批林批孔讲演。
1976年12月5日，中共曲阜县委决定对陈以梅离职审查；1977年5月转为隔离审查:287。1977年11月，中共山东省委决定，把张延成、韩金海、国恕连、陈以梅等交全省各地批斗。1978年10月17日，被宣布开除党籍。1979年3月14日，济宁中级人民法院判处死刑，缓期两年执行。陈以梅及其家属上诉，经济宁中级人民法院重审，以量刑失重，改“阶级报复罪”为“报复罪”。1982年6月22日改判为有期徒刑12年。1989年10月25日提前获释:287。1998年去世。

## 评价
1955年年底，毛泽东在《中国农村的社会主义高潮》中为来自陈家庄农业生产合作社的报告加按语说：“这是一个办得很好的合作社，可以从这里吸取许多有益的经验。曲阜县是孔夫子的故乡，……现在的社会主义确实是前无古人的。社会主义比起孔夫子的经书来，不知道要好过多少倍。有兴趣去看孔庙孔林的人们，我劝他们不妨顺道看看这个合作社。”
1956年，毛泽东在一次讲话中评价陈以梅说：“只要有利，向魔鬼借钱也愿意。但是，魔鬼不给我们贷款。我们要靠陈家庄的陈以梅，大寨的陈永贵。” 1964年，毛泽东批示道：“曲阜陈家庄陈以梅被打下去了。亩产从500斤降到300斤，去年再上来，亩产从300斤翻到500斤。这是靠自力更生……陈以梅这些人小学没上过，大学也没上过，可是能把事情办好。”